# MC Meller
Bjarke Bruun kendt under kunstnernavnet MC Meller, er en dansk rapper, som oprindelig kommer fra Ringsted, og trådte ind på den danske rapscene til DM i Dansk Rap i 1997. Han har lavet musik med gruppen Mad Comix, før han sprang ud som solokunstner.
Bruuns musikalske stil er inspireret af battle rap, der højtideligt kommer fra New York. Igennem hans karriere har han haft offentlige strider med adskillige rappere, blandt andet Nemo (rapper).
Bruun udsendte ep'en Den Fede Spiller i 2005, og i 2007 udgav han albummet Hjerteblod, der bl.a medvirkede Patrick B (Årets Rapper 2005) og Majid.

## Diskografi

### Albums
- 2005: Den Fede Spiller EP, cd
- 2007: Hjerteblod, cd
- 2010: Følg Efter Mig, single